# Fischbeck (Hessisch Oldendorf)
Fischbeck ist ein Stadtteil in der niedersächsischen Stadt Hessisch Oldendorf im Landkreis Hameln-Pyrmont. Der Ort liegt bei der Mündung des Nährenbachs in die Weser am Stromkilometer 142 auf einer Höhe von etwa 62 Metern über Normalnull und steigt in Richtung Nordosten zum Höhenzug Süntel kontinuierlich an. Das Zentrum von Hessisch Oldendorf sowie die Stadt Hameln befinden sich jeweils etwa sechs bis sieben Kilometer von Fischbeck entfernt.

## Geschichte
Nach der Helmburgissage entstand das Stift aufgrund der Dankbarkeit Gott gegenüber: Um das Jahr 900 musste sich die auf der Hünenburg lebende Helmburgis der Prüfung Gottes unterziehen, da ihr vorgeworfen wurde, während der kriegsbedingten Abwesenheit ihres Mannes, des Grafen Ricpert, einen Anderen in den Burghof aufgenommen zu haben und Ricpert mit einem Trank vergiften zu wollen. Erst musste sie über glühende Kohlen und sodann durch Feuer laufen. Dann musste sie eine Kutsche besteigen und raste ohne Zügel den Berghang hinab, doch die Pferde hielten am Nährenbach und tranken aus dem kühlen Wasser, in dem goldene Fische schwammen. Dort ließ sie eine Kirche errichten. Der historische Fischbecker Wandteppich von 1583 zeigt die Sage und Gründungsgeschichte.
Am 29. Januar 1973 wurde die bis dahin selbständige Gemeinde Fischbeck (Weser) in die Stadt Hessisch Oldendorf eingegliedert.

### Ereignisse
Am 19. Juli 1966 kam es zu einer Überflutung des Dorfkernes nach einer bis zu 4 Meter hohen Flutwelle, die durch einen Dammbruch ausgelöst worden war. Todesopfer gab es nicht, jedoch großen Sachschaden und totes Vieh.

## Infrastruktur und Wirtschaft
Der Ort hatte eine eigene Bahnstation an der Weserbahn, die heute nicht mehr angefahren wird. Im ÖPNV verkehren Buslinien. Die nächsten Bahnhöfe befinden sich im Hauptort und in Hameln. Durch Fischbeck führte bis zur Fertigstellung der Ortsumgehung die Bundesstraße 83. Eine der nächstgelegenen Autobahnabfahrten ist Rehren an der Bundesautobahn 2. Der nächste internationale Flughafen befindet sich bei Hannover. Obwohl der Ort noch eine eher ländliche Struktur besitzt, spielt die Landwirtschaft heute keine Rolle mehr. Das Gewerbeleben wird von mittelständischen Handwerksunternehmen geprägt.
Im Ort befinden sich zwei Einrichtungen des Deutschen Taubblinden-Hilfswerks mit Wohnheimen und Werkstätten für mehrfachbehinderte taubblinde erwachsene Menschen.

## Kultur und Sehenswürdigkeiten

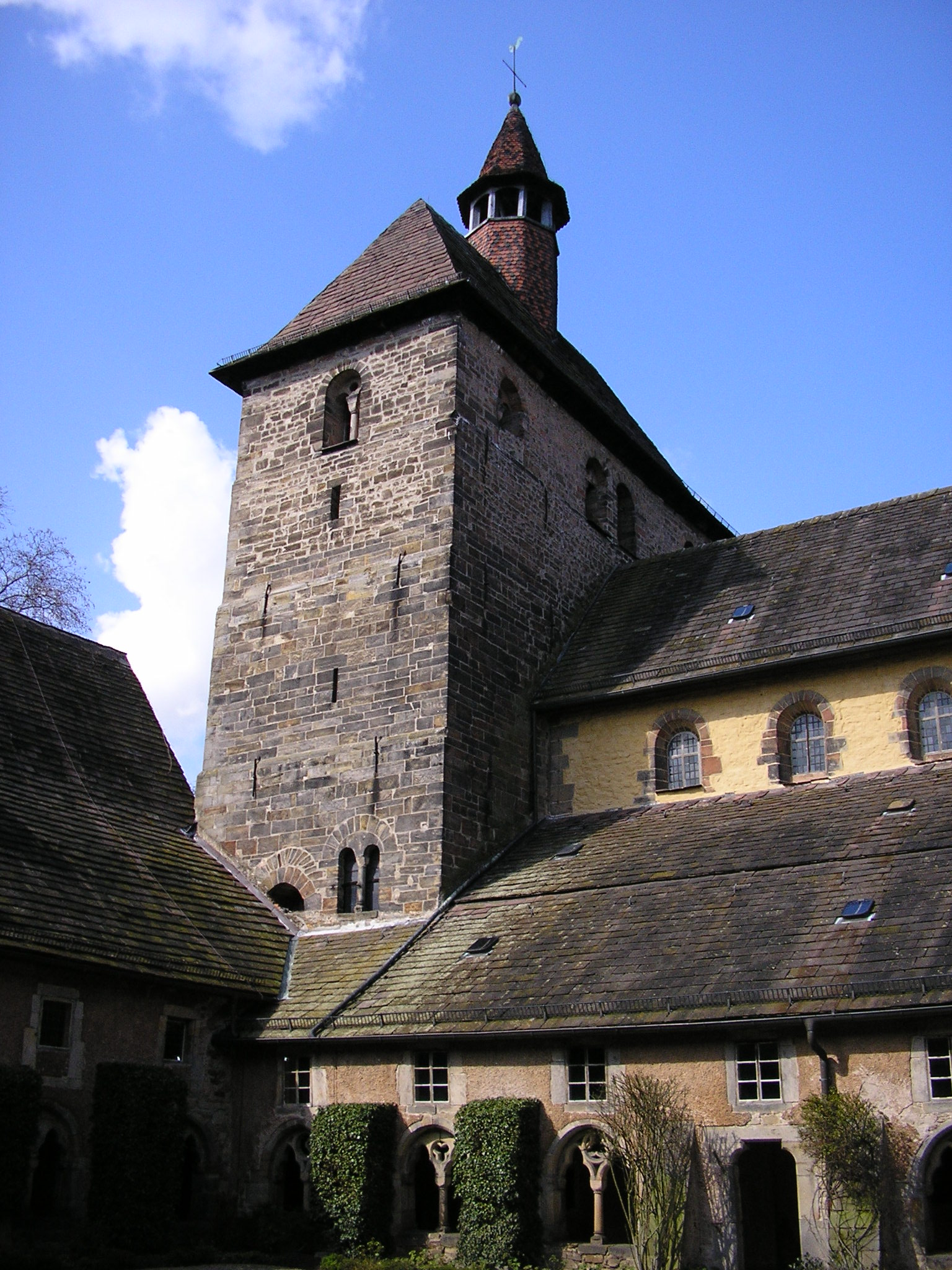
Die Stiftskirche zu Fischbeck

Die wohl bedeutendsten Sehenswürdigkeiten in Fischbeck sind das Stift Fischbeck, ein bereits 955 gegründetes Kloster in der Ortsmitte und die Ruine der etwa einen Kilometer südöstlich gelegenen Burg Heineburg.

## Religionen
Zur evangelisch-lutherischen Kirchengemeinde Fischbeck gehört die Stiftskirche St. Johannis. Die Kirchengemeinde ist Mitglied im Kirchenkreis Grafschaft Schaumburg.
Die katholische Kirche Maria Königin des Friedens wurde 1961 geweiht. Zuletzt gehörte die Kirche zur Pfarrgemeinde St. Bonifatius in Hessisch Oldendorf. 2008 erfolgte die Profanierung, seit 2009 befindet sich im Kirchengebäude der katholische Marienkindergarten. Heute befindet sich die nächstliegende katholische Kirche 5 km entfernt in Hessisch Oldendorf.

## Vereine
- Bund der Pfadfinderinnen und Pfadfinder e. V. (BdP), Stamm Helmburgis
- Dorfgemeinschaft
- DRK-Ortsverein
- Freiwillige Feuerwehr
- Heimatverein Fischbeck e. V.
- Jagdgenossenschaft
- Kirchenchor
- Männergesangverein 1876 Fischbeck/Weser e. V.
- Motorrad-Club
- Elefantenjagdverein e. V.
- Posaunenchor
- Reiterverein Stift Fischbeck e. V.
- Schützenverein Fischbeck/Weser v. 1871 e. V.
- Soldatenbund
- Sozialverband Reichsbund e. V. OV Fischbeck
- TSC Fischbeck
- Unimogfreunde Weserbergland
- Bogensportclub Weserbergland e. V. im Stift Fischbeck

## Persönlichkeiten
- Philipp Ludwig Specht (1796–1872), Landwirt und Mitglied der kurhessischen Ständeversammlung